# Nasze miasto (sztuka)
Nasze miasto – sztuka w trzech aktach Thorntona Wildera z 1938 roku. Dość często wystawiana w Polsce, jednak mało znana, ponieważ nie ma wydania książkowego. Sztuka prawie bez scenografii (jedynie krzesła, stoły, schody, drabiny), aktorzy zwykle odgrywają czynności za pomocą gestów. Ważną postacią jest Reżyser, narrator zarządzający akcją. Sztuka zdobyła Nagrodę Pulitzera w 1938 roku. Nadal często grana w USA.

## Fabuła
Grover's Corner to fikcyjne typowe amerykańskie miasteczko (liczba ludności: 2642), gdzie wszyscy się znają, wszystko jest poukładane i skąd trudno wyjechać. Nawet po studiach ludzie tam wracają. Nie pochodzi stamtąd nikt sławny, ale na cmentarzu są groby z XVII wieku (takie nazwiska nadal funkcjonują) i żołnierzy z wojny secesyjnej.
Bardzo zwyczajne życie mieszkańców miasteczka ukazane jest w latach 1901, 1904 i 1913. Rodziny lekarza Gibbsa i wydawcy (dwa razy w tygodniu) gazety Webba mieszkają po sąsiedzku. George Gibbs, młody baseballista, i Emily Webb, dobra uczennica, postanawiają się pobrać. Zamieszkują na farmie. Emily umiera rodząc drugie dziecko. Jako umarła widzi własny pogrzeb w towarzystwie innych zmarłych z miasteczka. Cofa się nawet do dnia własnych 12. urodzin, ale to doświadczenie jest rozczarowujące, ponieważ żywi nie doceniają własnego życia.
Wiele innych postaci mija się na Ulicy Głównej, wymieniając codzienne spostrzeżenia i plotki: mleczarz, policjant, gazeciarze, nauczycielki. Działa chór. W biedniejszej części miasteczka, „za torami”, mieszkają Polacy i kilka rodzin kanadyjskich. Mieszkańcy czasem wyjeżdżają do krewnych, do swoich dawnych uczelni, linia kolejowa prowadzi do Bostonu. Z Bostonu przyjeżdżają niekiedy handlarze antykami, genealogowie, zamawia się tam lepsze ubrania.